# Симпсоны и их математические секреты
Симпсоны и их математические секреты (англ. The Simpsons and Their Mathematical Secrets)  — научно-популярная книга 2013 года британского популяризатора науки, журналиста и режиссёра-документалиста Саймона Сингха. Автор в начале книги пишет, что «многие из авторов Симпсонов глубоко влюблены в числа и уравнения, и поэтому его желание, как автора, ― накормить подсознание читателей (и зрителей) математикой»
.

## Содержание
В книге Сингха рассказывается о множестве отсылок к известным математическим теоремам и фактам, которыми создатели «Симпсонов» (а также «Футурамы») наводнили выпуски сериала, но при этом они ускользали от зрителей. Так, на примере «Симпсонов» Сингх знакомит читателя со многими известными и не очень математическими понятиями такими как число π, простыми числами Мерсенна, вопросом о равенстве классов P и NP, а также со многим другим. Помимо этого в книге содержатся интервью со сценаристами «Симпсонов»: Дэвидом Коэном, Элом Джином, Джеффом Уэстбруком и Майком Рейссом.
Сингх не просто объясняет математические концепции в контексте того, как они соотносятся с соответствующими эпизодами «Симпсонов», но и «использует их как отправную точку для развития математических тем, повествования анекдотов и историй».
В книгу входят, например, истории о том, когда сценаристы мультсериала Эл Джин и Майк Рейсс писали комиксы для университетской газеты «Harvard Lampoon», продолжали там свою карьеру, а также объяснения уравнений и различных математических головоломок, которые появлялись в этом  сериале.

## Отзывы
Пресса положительно встретила выход книги, существует перевод на русский язык.
Британская газета «The Guardian» описала книгу как «занимательное введение в различные математические концепции с использованием примеров из эпизодов мультсериала «Симпсонов».
«Нью-Йорк Таймс» назвала её «очень занимательной книгой».

## Издание в России
Книга была переведена на русский язык и вышла в свет в издательстве «Манн, Иванов и Фербер» в 2017 году. Переводчик ― Н. Яцюк. ISBN 978-5-00100-681-7